# جين قاولد
جين قاولد هي ممثلة كندية، ولدت في 10 مارس 1971 في مونتريال في كندا.

## وصلات خارجية
- الموقع الرسمي
- جين قاولد على موقع IMDb (الإنجليزية)
- جين قاولد على موقع ميوزك برينز (الإنجليزية)
- جين قاولد على موقع ANN person (الإنجليزية)